# Parle à ta tête
«Parle à ta tête» (укр. «Поговори зі своєю головою») — пісня, записана французькою співачкою Аділа Седрая. Реліз пісні відбувся 23 серпня 2019 року.

## Кліп
Супровідний кліп на пісню був опублікований 14 листопада 2019 року на каналі YouTube співачки. Коротша версія була випущена 18 грудня 2019 року і тривала 3:18 хв, тоді як довша версія складає 5:58 хв. Все починається з повернення Інділи в аеропорт Парижа, де вона вилізає зі своєї валізи разом із мавпою. Потім вона здивовано провела кілька танцюристів, які підштовхнули її до колиски. Вона опиняється в оперному театрі. Там вона знаходить мікрофон на сцені, де починає співати. У наступній сцені вона опиняється у флешмобі, де її останній приспів записували на відео через смартфони, згодом неочікуванно шанувальники розійшлися. У захваті, Інділа натрапила на квітку, яка лежала на її валізі. В кінці, Інділа дістала бінокль, для спостереження за Монмартом. Відео закінчується усмішкою Інділи. Режисером був Карім Уаре.

## Чарти

### Тижневі чарти
| Чарт (2019)                 | Найвищі позиції |
| --------------------------- | --------------- |
| Франція (SNEP)              | 2               |
| Бельгія (Ultratip Wallonia) | 20              |

## Зовнішні посилання
- "Parle à ta tête [Архівовано 6 листопада 2021 у Wayback Machine.]" в YouTube